# سوزان کشمن
سوزان کشمن (به انگلیسی: Susan Cushman) ژیمناست زادهٔ ۷ ژانویهٔ ۱۹۷۲ میلادی اهل کشور کانادا است.